# Atenagoras (Dikaiakos)
Atenagoras, imię świeckie Jeorjos Dikaiakos (ur. 1951 w Atenach) – grecki duchowny prawosławny, od 2010 metropolita Ilionu, Acharnes i Petrupoli (z siedzibą w Kamatero).

## Życiorys
Święcenia diakonatu przyjął w 1977, a prezbiteratu w 1979. Chirotonię biskupią otrzymał 13 maja 2010.
W czerwcu 2016 r. uczestniczył w Soborze Wszechprawosławnym na Krecie.